# Фернандо Соррентіно
Ферна́ндо Сорренті́но (ісп. Fernando Sorrentino, 8 листопада 1942) — аргентинський письменник, літературний критик та журналіст, філолог та викладач. Пише у стилі магічного реалізму. Мова творів — іспанська. Його твори перекладені англійською, португальською, італійською, німецькою, французькою, фінською, угорською, польською, болгарською, китайською, в'єтнамською, тамільською, каннада і кабільською мовами. У 2006 році Фернандо Соррентіно опублікував збірку коротких оповідань під назвою: «Per colpa del dottor Moreau ed altri racconti fantastici». До збірки увійшли всі його розповіді, перекладені італійською мовою і видані літературним журналом Progetto Babele. Той же літературний журнал опублікував 2013 року нову серію: «Per difendersi dagli scorpioni ed altri racconti insoliti».

## Твори
Оповідання:
- La regresión zoológica, 1969
- Imperios y servidumbres, 1972
- El mejor de los mundos posibles, 1976
- En defensa propia, 1982
- El remedio para el rey ciego, 1984
- El rigor de las desdichas, 1994
- Per colpa del dottor Moreau ed altri racconti fantastici, 2006

Розповіді:
- Costumbres de los muertos, 1996
- Sanitarios centenarios, 1979

Книжки для дітей:
- Cuentos del Mentiroso, 1978
- El Mentiroso entre guapos y compadritos, 1994
- La recompensa del príncipe, 1995
- Historias de María Sapa y Fortunato, 1995
- El Mentiroso contra las Avispas Imperiales, 1994
- La venganza del muerto, 1997
- El que se enoja, pierde, 1999
- Aventuras del capitán Bancalari, 1999
- Cuentos de don Jorge Sahlame, 2001
- El Viejo que Todo lo Sabe, 2001.